# 1116

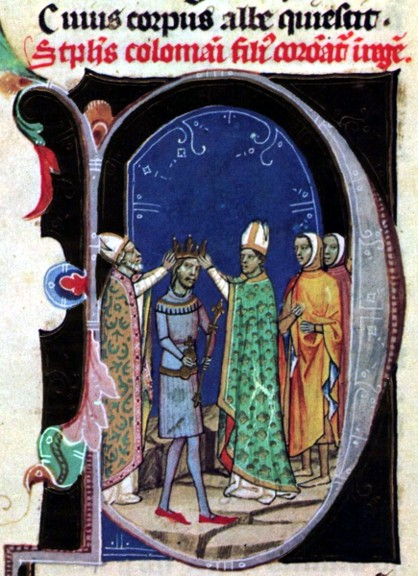
Stefanus II tot koning gekroond

Het jaar 1116 is het 16e jaar in de 12e eeuw volgens de christelijke jaartelling.

## Gebeurtenissen
- De Jin-dynastie verovert Liaoyang op de Liao-dynastie.
- Slag bij Bolybotum: De Seltsjoeken verslaan de Byzantijnen vernietigend. De Seltsjoeken veroveren definitief het grootste deel van Anatolië.
- Alfons I van Aragón verovert Lerida op de Moren.
- Voor het eerst genoemd: Breda, Kachtem, Leefdaal, Nukerke, Oorderen, Sloetsk, Zoutenaaie

## Opvolging
- Bourbon - Archimbald VI opgevolgd door zijn oom Aymon II
- Coucy en Amiens - Engelram I opgevolgd door zijn zoon Thomas I
- Hongarije - Koloman opgevolgd door zijn zoon Stefanus II
- Powys - Owain ap Cadwgan opgevolgd door Maredudd ap Bleddyn

## Geboren
- 12 april - Rikissa, Pools prinses
- 29 augustus - Filips, Frans prins
- Lý Thần Tông, keizer van Vietnam (1128-1138)
- Berengaria van Barcelona, echtgenote van Alfons VII van Castilië (jaartal bij benadering)

## Overleden
- 3 februari - Koloman (~45), koning van Hongarije (1095-1116)
- Almodis, gravin van La Marche
- Archimbald VI, heer van Bourbon
- Engelram I, heer van Coucy en graaf van Amiens
- Geoffroi Le Roux, Frans edelman
- Gertrude van Haldensleben (~55), Duits edelvrouw
- Maria van Schotland, echtgenote van Hendrik I van Engeland
- Otto II, graaf van Northeim